# 2024-es romániai parlamenti választások
2024. december 1-jén tartották Romániában a 2024-es parlamenti választásokat, melyen az állampolgárok szavazhattak a parlament összetételéről a következő 4 évre. A választáson a Szenátusba és a Képviselőházba induló pártlistákra illetve független jelöltekre külön-külön lehetett szavazni. A választások időpontjáról 2024. július 4.-én határozott a PSD-PNL kormánykoalíció.

## Előzmények

### Cîțu-kormány
Az előző, 2020 decemberében megtartott parlamenti választást követően kinevezték a Cîțu-kormányt, amelyet három román politikai parlamenti párt jobbközép koalíciója támogat: a konzervatív-liberális Nemzeti Liberális Párt (PNL), a centrista-jobbközép Mentsétek meg Romániát Szövetség (röviden USR PLUS, de 2021 végén visszatértek az USR mozaikszóra), és a magyar kisebbség érdekeit képviselő Romániai Magyar Demokrata Szövetség (RMDSZ).
2021 szeptemberében a koalíción belüli jelentős szakadás a 2021-es román politikai válság kitöréséhez vezetett. Florin Cîțu miniszterelnök Klaus Johannis elnök támogatásával menesztette Stelian Ion igazságügyi minisztert. Az USR összes többi minisztere 2021. szeptember 7-éig kilépett a kormányból, így a Cîțu-kormány kisebbségbe került. Ezt követően 2021 novemberében egy bizalmatlansági indítvány következtében a kormány megbukott (a kormány ellen szavazatok legmagasabb száma az 1989 utáni Románia politikai történetében).

### Nemzeti Koalíció Romániáért
A politikai válság a nagykoalíció megalakulásával ért véget. Ennek eredményeként megalakult a PNL-t, a PSD-t és az RMDSZ-t tömörítő Nemzeti Koalíció Romániáért (CNR) által támogatott Ciucă-kormány, amely 2023 júniusáig maradt hatalmon, amikor is a három párt közül az utóbbi kilépett a kormányból. 2023. június 15-én a rotációs kormányszerződés részeként a nemzeti liberálisok átadták a helyét a szociáldemokrata vezetésű Ciolacu-kormánynak.

### A június 9-ei önkormányzati és európai parlamenti választás
A decemberi választást előrevetítve június 9-én került sor a 2024-es európai parlamenti és önkormányzati választásokra. A két kormánypárt az európai parlamenti választáson, valamint egyes körzetekben az önkormányzati választáson is közös listán. Az eredményeket a CNR győzelmének tekintették, bár a PNL sok veszteséget szenvedett koalíciós partnereitől azokon a településeken és megyékben, ahol külön futottak. Az újonnan alakult Egyesült Jobboldali Szövetség jelentős veszteségeket könyvelhetett el: a Népi Mozgalom Párt polgármestereinek 88%-át, a Mentsétek meg Romániát Szövetség pedig kulcsfontosságú versenyeket Brassóban, valamint Bukarestben, különösen az 1. és 2. szektorban, ahol a polgármesterjelöltek elveszítették képviselők azt állították, hogy választási csalás történt. Az USR gyenge teljesítménye Cătălin Drulă pártelnöki tisztségről való lemondásához és a helyére Elena Lasconi câmpulungi polgármester került.

### A november 24-ei elnökválasztás
A választásra politikai bizonytalanság közepette kerül sor, amelyet a 2024-es romániai elnökválasztás november 24-ei első fordulójának eredménye okoz, amelyen Călin Georgescu független jelölt és Elena Lasconi, az USR pártelnöke és államfőjelöltje jutott be a december 8-ára kiírt második fordulóba. Marcel Ciolacu, a PSD-s miniszterelnök és Nicolae Ciucă PNL-s volt miniszterelnök nem jutottak be a második fordulóba.

## Idővonal

### A választás időpontja
Mind a parlamenti, mind az elnöki ciklus a tervek szerint 2024 végén ér véget. A különböző képviselőcsoportokkal folytatott konzultációt követően a Ciolacu- kormány bejelentette, hogy a parlamenti választásokra december 1-jén kerül sor, az elnökválasztással pedig nagyjából ugyanebben az időben (első forduló november 24-én, második forduló december 8-án), így 2024. a 2004 – es általános választás óta először történt ilyen választási összefonódás Romániában.
A választás időpontja egybeesik a Nagy Unió Napjával, a román nemzeti ünneppel is.

### Menetrend
| Dátum          | Esemény |
| -------------- | --- |
| Szeptember 7.  | Határidő, ameddig az Állandó Választási Hatóság közölheti a Központi Választási Irodával a nyilvántartásba vett választópolgárok számát |
| Szeptember 10. | A pártok benyújtásának határideje választási szövetség létrehozására                                                                    |
| Október 2.     | A politikai pártok, választási szövetségek és a nemzeti kisebbségeket képviselő szervezetek jelöltlistájának benyújtásának határideje   |
| Október 17.    | A függetlenek benyújtásának határideje A határideje a külhoni románoknak, hogy regisztráljanak szavazni.                                |
| Október 22.    | A politikai pártok, szövetségek és nemzeti kisebbségeket képviselő szervezetek határideje jelképeik megválasztására.                    |
| Október 30.    | A jelöltek szavazólapon való megjelenési sorrendjét minden választókerületben véletlenszerű sorsolással határozzák meg.                 |
| November 1.    | A választási kampány kezdete |
| November 16.   | A hivatalos szavazólapok és bélyegzők gyártási határideje                                                                               |
| November 28.   | A levélben leadott szavazatok beérkezésének határideje                                                                                  |
| November 30.   | A választási kampány vége A külföldi szavazóhelyiségekben a szavazás helyi idő szerint reggel 7 órakor kezdődik.                        |
| December 1.    | A szavazás napja Romániában – 7 órától 21 óráig lehet szavazni                                                                          |

## Választási rendszer

A Parlament Palota

A képviselőház 330 tagját és a szenátus 136 tagját egyaránt 43 többmandátumos választókerületben választják meg Románia 41 megyéje, Bukarest önkormányzata, valamint a román diaszpóra alapján, pártlistás arányos képviselettel. számú törvény A 208/2015-ös rendelet előírja, hogy az Országos Statisztikai Intézet (INS) által az előző év január 1-jén gyűjtött népességi adatok szerint minden választókerületben 73 ezer főnként egy képviselőt és 168 ezer főnként egy szenátort kell kitüntetni. A választókerületekben nem lehet kevesebb 4 képviselőnél és 2 szenátornál.
Az önállóan induló pártoknak a parlamentbe jutáshoz országosan át kell lépniük az 5%-os küszöböt és/vagy legalább négy megyében a szavazatok minimum 20%-át meg kell szerezniük. A választási szövetségeknek magasabb küszöböt kell átlépniük, nevezetesen 8%-ot a kéttagú pártok esetében, 9%-ot háromtagú szövetségek esetén, és 10%-ot több párttagú szövetségek esetében. További mandátumot (jelenleg 18) lehet hozzáadni a képviselőházhoz azon etnikai kisebbségi csoportok számára, amelyek versenyeznek a választásokon, és átmennek egy alacsonyabb küszöböt (az alsó kamarai mandátum elnyeréséhez szükséges szavazatok 5%-a, a szavazatok számának elosztásával számítva). azon pártok, szövetségek és független jelöltek szavazatai, amelyek átlépték a küszöböt az általuk szerzett mandátumok számával).
| Választókerületek                                                                                  | Kijelölt képviselők | Kijelölt szenátorok |
| -------------------------------------------------------------------------------------------------- | ------------------- | ------------------- |
| Bukarest                                                                                           | 29                  | 13                  |
| Prahova                                                                                            | 12                  | 5                   |
| Iași, Constanța                                                                                    | 11                  | 5                   |
| Bákó, Kolozsvár, Dolj, Suceava, Temes                                                              | 10                  | 4                   |
| Argeș, Bihar, Brassó, Galați                                                                       | 9                   | 4                   |
| Maros                                                                                              | 8                   | 4                   |
| Neamț                                                                                              | 8                   | 3                   |
| Arad, Buzău, Dâmbovița, Máramaros, Vaslui                                                          | 7                   | 3                   |
| Botoșani, Hunyad, Szeben, Olt                                                                      | 6                   | 3                   |
| Vâlcea                                                                                             | 6                   | 2                   |
| Fehér, Beszterce-Naszód, Brăila, Krassó-Szörény, Gorj, Hargita, Ilfov, Szatmár, Teleorman, Vrancea | 5                   | 2                   |
| Călărași, Kovászna, Giurgiu, Ialomița, Mehedinți, Szilágy, Tulcea, román diaszpóra                 | 4                   | 2                   |

## Pártok és szövetségek

### Parlamenti összetétel
| Party | Party                   | Ideology                                 | Leader(s)                       | Initial seating     | Initial seating   | Current seats     | Government       | Government                                                          | Government                                                          |
| Party | Party                   | Ideology                                 | Leader(s)                       | Votes               | Seats             | Current seats     | Cîțu (2020–2021) | Ciucă (2021–2023)                                                   | Ciolacu (2023–)                                                     |
| ----- | ----------------------- | ---------------------------------------- | ------------------------------- | ------------------- | ----------------- | ----------------- | ---------------- | ------------------------------------------------------------------- | ------------------------------------------------------------------- |
|       | PSD                     | Szociáldemocrácia Social conservatism    | Marcel Ciolacu                  | 28.9% (D) 29.3% (S) | 110 / 33047 / 136 | 103 / 33049 / 136 | Opposition       | Coalition (CNR)                                                     | Coalition (CNR)                                                     |
|       | PNL                     | SzociálkonservatismKereszténydemokrácia  | Nicolae Ciucă                   | 25.1% (D) 25.5% (S) | 93 / 33041 / 136  | 79 / 33037 / 136  | Coalition        | Coalition (CNR)                                                     | Coalition (CNR)                                                     |
|       | USR                     | Liberalism                               | Elena Lasconi                   | 15.3% (D) 16.0% (S) | 55 / 33025 / 136  | 41 / 33020 / 136  | Coalition        | Opposition                                                          | Opposition                                                          |
|       | AUR                     | Romanian nationalism Right-wing populism | George Simion                   | 9.0% (D) 9.1% (S)   | 33 / 33014 / 136  | 26 / 33012 / 136  | Opposition       | Opposition                                                          | Opposition                                                          |
|       | RMDSZ (UDMR)            | Magyar kisebbségvédelem                  | Hunor Kelemen                   | 5.7% (D) 5.8% (S)   | 21 / 3309 / 136   | 20 / 3309 / 136   | Coalition        | Coalition (CNR)                                                     | Opposition                                                          |
|       | <b id="mwAac">FD</b>    | Kereszténydemokrácia                     | Ludovic Orban                   | New                 | Split from PNL    | 16 / 3303 / 136   | —                | Opposition                                                          | Opposition                                                          |
|       | <b id="mwAbo">REPER</b> | Liberalizmus                             | Dragoș Pîslaru Ramona Strugariu | New                 | Split from USR    | 10 / 3302 / 136   | —                | Opposition                                                          | Opposition                                                          |
|       | <b id="mwAc8">PUSL</b>  | Social conservatism                      | Daniel Ionașcu                  | 1.0% (D) 1.1% (S)   | 0 / 3300 / 136    | 4 / 3301 / 136    | —                | Confidence and supply agreement (parliamentary support for the CNR) | Confidence and supply agreement (parliamentary support for the CNR) |
|       | <b id="mwAeU">NR</b>    | Ultranacionalism                         | Ninel Peia                      | New                 | Split from AUR    | 4 / 3301 / 136    | Opposition       | Opposition                                                          | Opposition                                                          |
|       | Romania in Action       | Centrizmus Romanian patriotism           | Mihai Apostolache               | new                 | -                 | 2 / 3302 / 136    | Opposition       | Opposition                                                          | Opposition                                                          |
|       | Independents or others  | —                                        | —                               | 7.57% (D) 0.85% (S) | 18 / 3300 / 136   | 25 / 3301 / 136   | —                | —                                                                   | —                                                                   |
|       | Vacant seats            | —                                        | —                               | —                   | —                 | 0 / 3301 / 136    | —                | —                                                                   | —                                                                   |

### Új pártok
2021 júliusában megalakult a Marian Vișu-Iliescu vezette nacionalista Román Falupárt (RoSAT), amely azt állítja, hogy a parasztok érdekeit képviseli, a nagy pártok figyelmen kívül hagyva.
2021. szeptember 19-én a PSD volt elnöke, Liviu Dragnea korábbi szövetségesével, Codrin Ștefănescuval együtt megalapította a Szövetség a Hazáért (Románul: Alianța pentru Patrie, ApP), a PSD-től való elszakadás és mindkettő szerint annak „alternatívája”.
2021. október 3-án a PNL volt miniszterelnöke, Ludovic Orban, akit Florin Cîțu éppen a 2021-es PNL pártkongresszuson győzött le a PNL éléről, kijelentette, hogy hajlandó "egy olyan új politikai konstrukciót létrehozni, amely kész lenne folytatni a PNL örökségét”. Ezzel kapcsolatban akkoriban úgy gondolták, hogy követheti Călin Popescu-Tăriceanut, egy másik volt nemzeti liberális miniszterelnököt, aki később kilépett a PNL-ből, hogy megalapítsa saját politikai pártját, pontosabban a Liberális Reformista Pártot (PLR). később Liberálisok és Demokraták Szövetsége (ALDE) néven ismerték, miután egyesült a Konzervatív Párttal (PC), egy mára megszűnt politikai párttal, amelyet végül a PNL felszívott. 2022. március végén.
Emellett az Orbán nevében tett további konkrét lépések előtt különböző kommentátorok kijelentették, hogy Orbán frakciója megválhat a fő PNL-től, ha Cîțu parlamenti menesztése után (ami szintén megtörtént időközben) nem nevezik ki miniszterelnöknek. Ezt követően, miután a PNL tárgyalásokat kezdett a PSD-vel, egyre több képviselő lépett ki a PNL-ből, és csatlakozott Orbán parlamenti frakciójához. Orbán új pártját hivatalosan 2021 decemberében jegyezték be, és a „Jobb Erő” (vagy röviden FD) nevet viseli.
2021 novemberében egy új párt MOST néven (Románul: ACUM) jött létre. Progresszív és zöld ideológiája van.
Ezenkívül 2021 novemberében Maricel Viziteu, Adeluța és Gabriel Gib megalapította az SOS Románia pártot. Később azonban 2022 májusában vált ismertté a román politikai színtéren, miután a Szövetség a Románok Uniójáért (AUR) listáján megválasztott Diana Iovanovici Șoșoacă szenátor csatlakozott a párthoz, és végül annak vezetője lett.
Viorica Dăncilă volt PSD-elnök és miniszterelnök időközben a Nemzet Emberek Együtt (NOI) párt elnöke lett.
A Szövetség a Románok Uniójáért 2022. márciusi kongresszusa után Dan Grăjdeanu, az Ortodox Testvériség civil szervezet elnöke bejelentette, hogy civil szervezete befejezi az együttműködést az AUR-ral, és saját politikai pártot indít. 2022. április 17-én megalakult a Testvériséghez kötődő párt: a Nemzeti Mozgalom. Mihai Tîrnoveanu vezeti.
A volt független/technokrata miniszterelnök és a PLUS/USR PLUS/USR tagja (valamint az USR volt elnöke) Dacian Cioloș 2022. május 31-én hivatalosan is kilépett az USR-ből, és egy vadonatúj pártot alapított REPER néven. Több olyan európai parlamenti képviselő (pontosabban 4), akiket korábban a 2020-as USR PLUS Szövetség listáin választottak meg a 2019-es romániai európai parlamenti választáson, Dacian Cioloș mellé állt újonnan alapított politikai projektjéért, de továbbra is kapcsolatban állnak a Renew csoporttal. az Európai Parlament. A REPER tehát az USR töredékének tekinthető (és valójában az).
2022. július 10-én Mihai Lasca volt AUR-helyettes megalapította saját politikai pártját A Román Nép Hazafiai néven. A pártot euroszkeptikusnak, román nacionalistának és LMBT-ellenesnek minősítették.
A Zöld Párt (PV) is újraindult Zöld Párt (Zöldek) új néven – ( Romanian  </link> )). A pártot jelenleg két társelnök vezeti, pontosabban Marius Lazăr és Lavinia Cosma (2016 és 2019 között volt USR-tag). A párt először 2023 elején jelent meg a szavazásban.
2023 szeptemberének végén a PNL alelnöke és alelnöke, Ben Oni Ardelean kilépett a pártból, és bejelentette, hogy új politikai projektet kezdeményez. Következésképpen a közelmúltban egy állítólagos konzervatív politikai pártot alapított Remény Mozgalom ( Romanian   néven.</link> ) a kiábrándult romániai választók számára.
Civil aktivisták november végén jelentették be a Természetért, Emberekért és Állatokért Párt (románul: Partidul pentru Natură, Oameni și Animale – NOA) elindítását. A pártot ideiglenesen Lucian Rad, volt brassói megyei tanácsos vezeti.
2024. szeptember 2-án egy 10 képviselőből álló csoport csatlakozott a DREPT Party nevű új párthoz. A pártot Vlad Gheorghe volt független EP-képviselő vezeti.
A progresszív (Partidul SENS) Nicu Ștefănuță független ex-USR EP-képviselő köré alakult, és megszerezte a szükséges 100 000 aláírást.
A Mircea Geoană független elnökjelölt hívei által létrehozott centrista Románia Akcióban Pártnak több mint 160 ezer aláírást sikerült összegyűjtenie, és minden megyében és a szórványban is lesznek jelöltjei.

### Új politikai szövetségek
2022 májusában a Kereszténydemokrata Nemzeti Parasztpárt (PNȚCD) bejelentette, hogy új politikai szövetséget készít a Szövetség a Hazáért (ApP, korábban PAINE mozaikszóval) a közelgő romániai parlamenti választásokra. 2024 végén kerül sor. A két párt állítólag egy úgynevezett „szuverenista” blokkot alkot majd, amely szembeszáll a Romániai Nemzeti Koalícióval (CNR). 2022 augusztusának végén azonban Liviu Dragnea, aki korábban nem hivatalos szinten szorosan kötődött a párthoz, úgy döntött, hogy határozatlan időre elhatárolódik az AppP-től.
2023 júniusában az USR hivatalban lévő vezetője, Cătălin Drulă kijelentette, hogy a Mentsétek meg Romániát Szövetség (USR) egy jobboldali pólust akar kialakítani, amely képes megnyerni a 2024-es választást. Az állítólagos jobboldali pólus a tervek szerint az USR körül alakul ki, és a 2024-re tervezett összes romániai választás győztese lesz az USR jelenlegi vezetője szerint. Ezzel kapcsolatban már folytak megbeszélések az USR és a Népi Mozgalom Pártja (PMP) között. Az USR által javasolt jobboldali szövetséget a Szociáldemokrata Párt (PSD) és a Nemzeti Liberális Párt (PNL) alkotta jelenlegi kormányzó CNR-koalíció alternatívájaként mutatják be. A megfelelő jobboldali vagy jobbközép szövetség/választói blokk magában foglalhatja a Jobboldal Erejét (FD) is. Később, 2023 októberében az USR egyik tagja arról számolt be, hogy a Jobboldal Ereje (FD) nemzeti szinten bekerül a megfelelő szövetségbe/választói blokkba, valamint azt a tényt, hogy nem zárja ki a pontos jövőbeni együttműködést számos politikai ügyben. intézkedéseket a Romániai Magyarok Demokratikus Szövetségével (UDMR/RMDSZ).
2023. július 4-én jegyezték be a Román Szocialista Párt (PSR) és a Szociáldemokrata Munkáspárt (PSDM) alkotta Szocialista Románia Szövetséget (ARS).
2023. szeptember 23-án különböző parlamenten kívüli szélsőjobboldali, ultranacionalista és tradicionalista konzervatív csoportok bejelentették a Bogdan Mihai Alecu vezette nacionalista blokk létrehozását.
2023. november 14-én, az AUR sajtótájékoztatóján Lidia Vadim Tudor (a néhai Corneliu Vadim Tudor lánya), Ilan Laufer volt üzleti környezetvédelmi miniszter (aki a Nemzeti Identitás Erő elnöke is), Muhammad Murad üzletember, vállalkozó Sorin Constantinescu és Sorin Ilieșiu, valamint Florică Calotă képviselők (akit a PNL listáján választottak), Daniel Forea (a PSD listáján megválasztották), Dumitru Viorel Focșa (az AUR-ban megválasztották, de később távozott) és Ovidiu Iosif Florean szenátor (a PNL-listán választották), Călin Gheorghe Matieș (a PSD-listán választották) és Vasilică Potecă (a PNL-listán választották) bejelentették, hogy csatlakoznak az AUR-hoz a következő választáson. Később, november 21-én az AUR a Román Falupárttal, a Nemzeti Újjászületés Szövetségével, a Román Republikánus Párttal és a Nemzeti Parasztszövetséggel közösen bejelentette egy Szuverenista Szövetség létrehozását, amely részt vesz a 2024-es romániai parlamenti választáson.
2023. november 25-én több parlamenten kívüli politikai párt bejelentette a Román Szuverenista Blokk létrehozását, amelynek tagjai: Jobboldali Republikánus Párt, Román Nemzet Pártja, Koalíció a Nemzetért, Reformer Párt, Haza Párt, Keresztényszociális Népi Unió Pártja.
2023. december 9-én a Zöld Párt (Verzii) és a Román Ökológus Párt (PER) vezetői bejelentették egy új politikai szövetséget a 2024-es európai parlamenti választásra, <b id="mwAvI">az AER Romániáért Szövetséget</b>.
2023. december 14-én a Mentsétek meg Romániát Szövetség, a Jobboldal Ereje és a Népi Mozgalom Párt hivatalosan bejelentette egy jobboldali választási szövetség létrehozását, amely indul a 2024-es választásokon. December 18-án a szövetséget hivatalosan United Right Alliance néven nevezték el.
2024. március 14-én a Kereszténydemokrata Nemzeti Parasztpárt szövetséget kötött az Erős Románia Párttal.
2024. szeptember 24-én a Renewing Romania's European Project (REPER), a Demokrácia és Szolidaritás Pártja (DEMOS), a NOW Párt (ACUM) és függetlenek elindították a Demokráciáért, Jólétért és Haladásért Platformot, amely egy több spektrumú támogató szövetség. európai és haladó pártok. A Volt Románia (VOLT) is csatlakozott ehhez a szövetséghez.

### Induló pártlisták
Decemberben a következő pártlisták kerülnek szavazásra: Felhívjuk figyelmét, hogy nem minden alább felsorolt párt nyújtott be jelöltlistát az összes megyében. A független jelöltek is csak egy megyében indulhatnak.
| List | Party | Party                                               | Abbr.                                              | Ideology                                         | Alliance with     |
| ---- | ----- | --------------------------------------------------- | -------------------------------------------------- | ------------------------------------------------ | ----------------- |
| 01.  |       | Nemzeti Liberális Párt                              | PNL                                                | Christian democracy Social conservatism          |                   |
| 02.  |       | Force of the Right                                  | FD                                                 | Liberal conservatism Christian democracy         | PMP, AD, PNȚMM    |
| 03.  |       | Szociálemokrata Párt                                | PSD                                                | Social democracy Social conservatism             | PUSL, PRO         |
| 04.  |       | Democratic Alliance of Hungarians in Romania        | UDMR                                               | Hungarian minority interests Social conservatism | AMT, MPE          |
| 05.  |       | Save Romania Union                                  | USR                                                | Liberalism Anti-corruption                       |                   |
| 06.  |       | Alliance for the Union of Romanians                 | AUR                                                | Ultranationalism Christian right                 | BUN               |
| 07.  |       | United Social Democratic Party                      | PSDU                                               | Social democracy Christian democracy             |                   |
| 08.  |       | Patriots of the Romanian People                     | PPR                                                | Conservatism Sovereignism                        |                   |
| 09.  |       | Renewing Romania's European Project                 | REPER                                              | Liberalism Progressivism                         | Demos, ACUM, Volt |
| 10.  |       | Alternative for National Dignity                    | ADN                                                | Nationalism Populism                             |                   |
| 11.  |       | Romanian National Conservative Party                | PNCR                                               | National conservatism Christian right            | PRR, FIN          |
| 12.  |       | Romania in Action Party                             | România în Acțiune                                 | Localism Civic nationalism                       |                   |
| 13.  |       | National Christian Alliance                         | ANC                                                | Christian nationalism Sovereignism               |                   |
| 14.  |       | Party of Young People                               | POT                                                | Christian nationalism Economic liberalism        |                   |
| 15.  |       | Romanian Ecologist Party                            | PER                                                | Green conservatism Christian democracy           |                   |
| 16.  |       | Independent Social Democratic Party                 | PSDi                                               | Social democracy Sovereignism                    | BSR               |
| 17.  |       | United Pensioners' Party                            | PPU                                                | Pensioners' interests                            |                   |
| 18.  |       | Socialist Romania Alliance                          | ARS                                                | Socialism Communism                              | PSR, PSDM, PCRXXI |
| 19.  |       | Justice and Respect in Europe for All Party         | DREPT                                              | Centrism Anti-corruption                         | CURAJ, ECO        |
| 20.  |       | (Partidul SENS)                                     | SENS                                               | Green politics Progressivism                     |                   |
| 21.  |       | S.O.S. Romania                                      | SOS RO                                             | Ultranationalism Ultraconservatism Russophilia   |                   |
| 22.  |       | New Romania Party                                   | PNR                                                | Nationalism Anti-corruption                      |                   |
| 23.  |       | Democratic Union of Turkic-Muslim Tatars of Romania | UDTTMR                                             | Ethnic minority parties Minority interests       |                   |
| 24.  |       | Union of Poles of Romania                           | UPR                                                | Ethnic minority parties Minority interests       |                   |
| 25.  |       | Democratic Turkish Union of Romania                 | UDTR                                               | Ethnic minority parties Minority interests       |                   |
| 26.  |       | Forum of Czechs in Romania                          | FCR                                                | Ethnic minority parties Minority interests       |                   |
| 27.  |       | League of Albanians of Romania                      | ALAR                                               | Ethnic minority parties Minority interests       |                   |
| 28.  |       | Bulgarian Union of Banat–Romania                    | UBB-R                                              | Ethnic minority parties Minority interests       |                   |
| 29.  |       | Federation of the Jewish Communities in Romania     | FCER                                               | Ethnic minority parties Minority interests       |                   |
| 30.  |       | Party of the Roma                                   | PRPE                                               | Ethnic minority parties Minority interests       |                   |
| 31.  |       | Association of Macedonians of Romania               | AMR                                                | Ethnic minority parties Minority interests       |                   |
| 32.  |       | Community of the Lipovan Russians in Romania        | CRLR                                               | Ethnic minority parties Minority interests       |                   |
| 33.  |       | Hellenic Union of Romania                           | UER                                                | Ethnic minority parties Minority interests       |                   |
| 34.  |       | Democratic Union of Slovaks and Czechs of Romania   | UDSCR                                              | Ethnic minority parties Minority interests       |                   |
| 35.  |       | Cultural Union of Ruthenians of Romania             | UCRR                                               | Ethnic minority parties Minority interests       |                   |
| 36.  |       | Democratic Forum of Germans in Romania              | FDGR                                               | Ethnic minority parties Minority interests       |                   |
| 37.  |       | Union of Armenians of Romania                       | UAR                                                | Ethnic minority parties Minority interests       |                   |
| 38.  |       | Union of Croats of Romania                          | UCR                                                | Ethnic minority parties Minority interests       |                   |
| 39.  |       | Union of Serbs of Romania                           | USR                                                | Ethnic minority parties Minority interests       |                   |
| 40.  |       | Union of the Ukrainians of Romania                  | UUR                                                | Ethnic minority parties Minority interests       |                   |
| 41.  |       | Association of Italians of Romania                  | Ro.As.It.                                          | Ethnic minority parties Minority interests       |                   |
| 42.  |       | Independent candidate (IF) Voinea Gheorghe Sorinei  | Independent candidate (IF) Voinea Gheorghe Sorinei | Independent politics                             |                   |
| 43.  |       | Independent candidate (CJ) Sabin Sărmaș             | Independent candidate (CJ) Sabin Sărmaș            | Independent politics                             |                   |

## Közvélemény-kutatások
Az alábbi ábra részletezi a román választók jelenlegi általános szavazási szándékát a 2024-es romániai parlamenti választásokon, az összesített adatokkal 2023 június közepén:

## Fordítás
Ez a szócikk részben vagy egészben  a(z)   2024 Romanian parliamentary election című angol Wikipédia-szócikk ezen változatának fordításán alapul.  Az eredeti cikk szerkesztőit annak laptörténete sorolja fel. Ez a jelzés csupán a megfogalmazás eredetét és a szerzői jogokat jelzi, nem szolgál a cikkben szereplő információk forrásmegjelöléseként.